# Fabio Góes
Fabio Góes (São Paulo, 4 de dezembro de 1975) é um produtor musical e compositor brasileiro.
Trabalhou na equipe de trilha sonora dos filmes Abril Despedaçado, de Walter Salles, Cidade de Deus, de Fernando Meirelles e Kátia Lund, do documentário Pixote in Memorian, de Felipe Briso e Gilberto Topczewski, e no premiado curta Balada das Duas Mocinhas de Botafogo, de João Caetano Feyer e Fernando Valle. Compôs, em parceria com Ed Côrtes, a canção “Sonhando”, parte da trilha do filme Não por Acaso (2008), primeiro longa de Philippe Barcinski e interpretada por Céu. Co-produziu o álbum “Freak to Meet You – The Very Best of Jumbo Elektro (The Ultimate Compilation)”, da banda Jumbo Elektro.
Góes lançou seu primeiro álbum, “Sol no Escuro”, no ano de 2007. A revista Rolling Stone Brasil incluiu o disco na lista dos 25 melhores álbuns nacionais daquele ano.
No final de 2008, o canal HBO incluiu canções de “Sol no Escuro” na trilha sonora do seriado Alice (Sérgio Machado e Karin Ainouz), com destaque para a "Sem Mentira" que ganhou um videoclipe produzido pelo canal. Em 2009 o músico teve ainda outra de suas canções, “Pictures”, em um comercial do Ford Edge.
Em 2011 lançou seu segundo álbum solo, O Destino Vestido de Noiva. O disco conta com a participação de Kassin, Curumin e Luísa Maita.
Em outubro de 2011, Fabio Góes realizou os shows de abertura de Frejat no Citibank Hall em São Paulo.

## Discografia
- 2007 - Sol No Escuro (Reco-Head)
- 2011 - O Destino Vestido de Noiva (Phonobase)